# Sicario 2: Soldado
Sicario 2: Soldado (ursprunglig titel: Sicario: Day of the Soldado) är en amerikansk actionthrillerfilm från 2018. Den är regisserad av Stefano Sollima efter ett manus av Taylor Sheridan.
Filmen är en uppföljare till Sicario (2015). Konflikten mellan olika knarksmugglande gäng vid gränsen mellan USA och Mexiko har eskalerat i takt med att kartellerna har börjat smuggla terrorister över den amerikanska gränsen. Den federale agenten Matt Graver tvingas återigen slå sig samman med Alejandro, vars egentliga motiv är dunkla.

## Rollista (i urval)
- Benicio Del Toro – Alejandro
- Josh Brolin – Matt Graver
- Isabela Merced – Isabel Reyes